# 愛爾蘭陸軍遊騎兵聯隊
陸軍遊騎兵聯隊（英語：Army Ranger Wing，簡稱：ARW，簡稱：SFA）是愛爾蘭國防軍的一支特種部隊，隸屬陸軍，其隊員除了來自陸軍外也來自海軍及空軍。該部隊受命於國防軍及愛爾蘭政府，可在國內或部署到海外執行任務，並直接向愛爾蘭國防部長報告。陸軍遊騎兵成立於1980年，初時僅作為一支反恐部隊運作，但自2000年北愛爾蘭問題的衝突結束後，它被升格為一支可同時執行特種作戰及反恐任務的部隊。陸軍遊騎兵的總部位於基爾代爾郡的庫拉格軍營。2015年國防白皮書中宣佈陸軍遊騎兵將會進行一定規模的擴軍。
該部隊曾多次被派遣到世界各地的衝突地區執行國際維和任務。目前已知他們曾在索馬里、東帝汶、利比里亞、乍得及馬里等國家執行過任務。另外，陸軍遊騎兵會時常與外國特種部隊作交流及訓練，尤其跟歐洲國家的部隊關係最密切。而在國內擔任本土反恐崗位時，陸軍遊騎兵會跟愛爾蘭和平衛隊（國家警察）的特種武裝干預單位，緊急應變單位（ERU）一同訓練及行動。
2023年末，愛爾蘭軍方宣佈將會把該部隊改名為“愛爾蘭特種作戰部隊”（IRL-SOF）。

## 任務

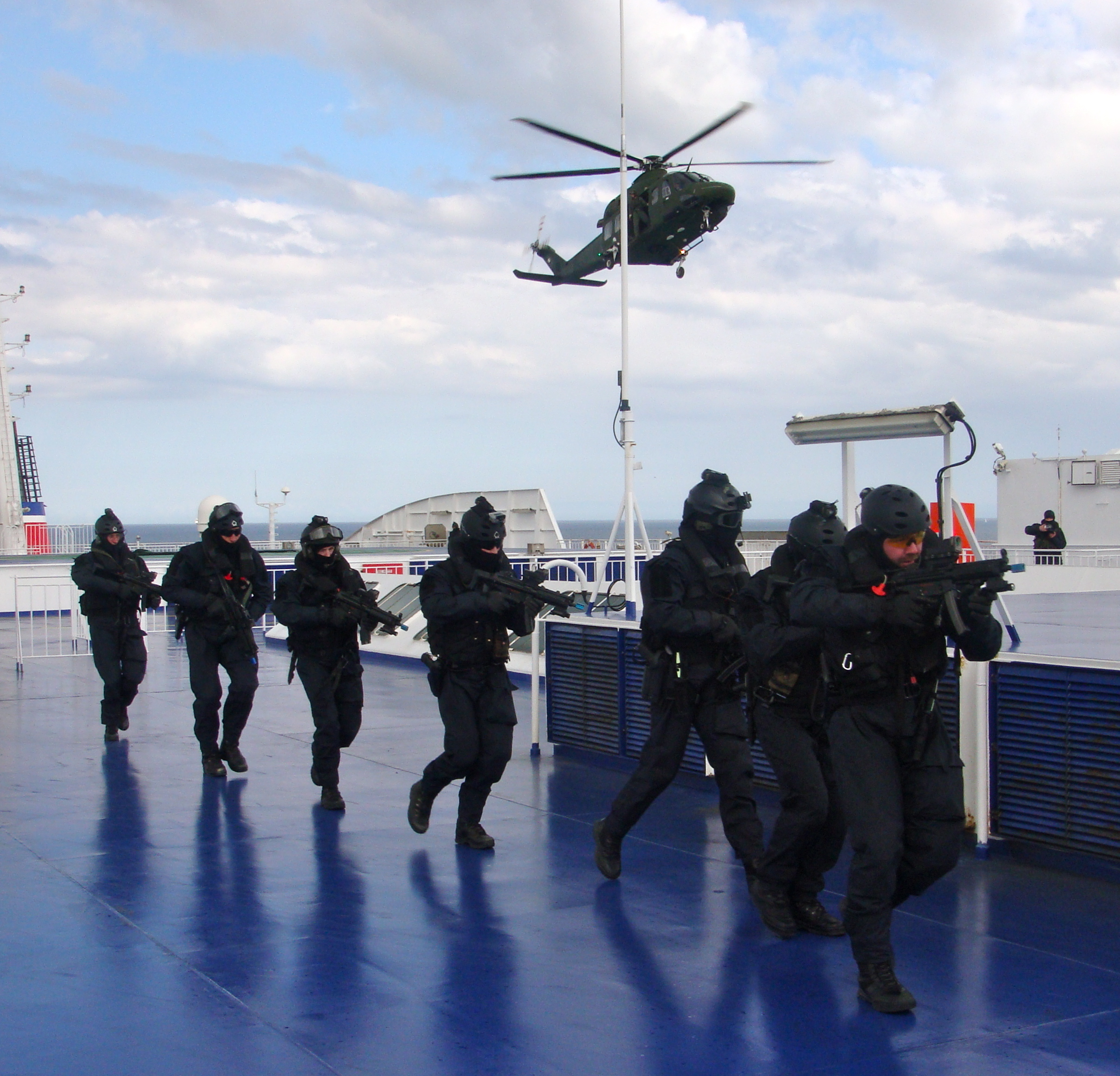
進行海上反恐演習的陸軍遊騎兵，攝於2011年

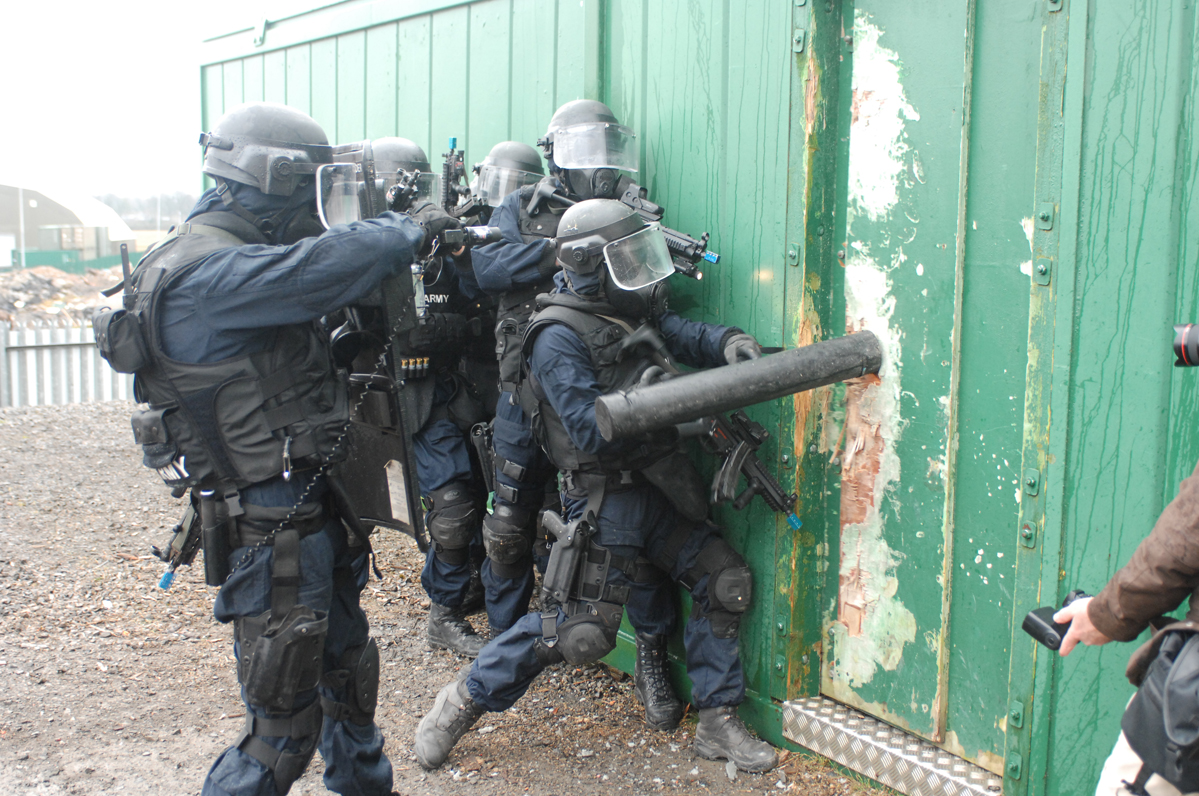
陸軍遊騎兵進行反恐演練，攝於2010年

陸軍遊騎兵的任務分為戰時特種作戰（綠色任務）及反恐（黑色任務），其中後者被官方地歸類為“支援民間力量”（Aid to Civil Power；ATCP）。

### 軍事任務（“綠色任務”）
在敵後的進攻行動
- 回收重要目標
- 長距離偵察巡邏（英语：long-range reconnaissance patrol）（LRRP）
- 掃蕩行動
- 伏擊
- 破壞
- 對敵方首腦的俘虜
- 轉移敵方注意
- 情報收集

防禦行動
- 要員保護
- 反叛亂
- 黑色行動
- 拖延行動

### 支援民間力量任務（“黑色任務”）
- 反挟持行動
- 人質救援行動
- 空中及海上干預
- 搜索行動（可在陸上或海上進行）
- 追蹤任務
- 重奪被恐怖份子控制的目標
- 要員保護行動／作貼身保鏢
- 針對反恐或具顛覆性威脅的應急計劃

## 歷史
1960年代後期，愛爾蘭國防軍在陸軍中組建了特種攻擊群（Special Assault Groups，SAG），以應付在北愛爾蘭邊境的安全挑戰。為數不少的陸軍軍官曾在美國喬治亞州的遊騎兵學校研修，他們在回國後舉辦了陸軍遊騎兵課程，其中第一屆於1969年開始。創始成員中的其中一人為後來成為參謀長的德莫特·厄利中將。特種攻擊群由40名接受過槍械、工程及其他武器訓練的遊騎兵組成。到1970年代中期，國防軍已擁有超過300名遊騎兵，並在和平衛隊的要求下參與了支援行動。遊騎兵課程的學生均從海陸空三軍的軍人挑選出來。這些課程改良了對人員在體能耐力、槍法、個人軍事技巧和小隊戰術的標準。1977年12月，和平衛隊創立了一支名為“特種任務部隊”（STF）的反恐部隊，它可被派到邊境地區執勤。該部隊後來成為了緊急應變單位（ERU）。
在軍方對SAG的評估，以及遊騎兵接受了荷蘭皇家海軍陸戰隊海軍陸戰干預單位（現已改名為“M中隊”）的訓練後，當局於1978年決定把遊騎兵合併到一支新成立，具備反恐能力的特種部隊單位，以作為對國際恐襲（如1972年慕尼黑慘案）威脅上升，以及臨時愛爾蘭共和軍多次脅持人質的回應。
於是，陸軍遊騎兵聯隊（ARW）根據政府制定的《國防法》於1980年3月16日正式成立。ARW於1981年獲得代表部隊的3種顏色，分別為黑、紅、金。它們象徵著“保密、風險和卓越”。1991年，ARW隊員獲授權佩戴綠色貝雷帽。
2017年4月，有消息指出ARW並沒有如2015年白皮書中所提及般會進行擴軍。

## 已知裝備

### 個人武器

#### 突擊步槍
| 武器名稱  | 原產地 | 備註                       |
| --------- | ------ | -------------------------- |
| 斯泰爾AUG | 奥地利 | -                          |
| HK416     | 德国   | 包括A5型，為現時的主力步槍 |

#### 衝鋒槍
| 武器名稱   | 原產地 | 備註 |
| ---------- | ------ | ---- |
| HK MP5系列 | 德国   | -    |
| FN P90     | 比利时 | -    |

#### 狙擊步槍
| 武器名稱      | 原產地 | 備註                               |
| ------------- | ------ | ---------------------------------- |
| HK33/SG1      | 德国   | 已退役                             |
| HK417         | 德国   |                                    |
| 斯泰爾SSG 69  | 奥地利 | -                                  |
| 精密國際AW    | 英国   | 包括7.62毫米和.338拉普麥格農口徑型 |
| 精密國際AT308 | 英国   | -                                  |
| 精密國際AW50  | 英国   | 反器材步槍                         |

#### 輕機槍／通用機槍
| 武器名稱  | 原產地 | 備註 |
| --------- | ------ | ---- |
| FN Minimi | 比利时 | -    |
| FN MAG    | 比利时 | -    |

#### 霰彈槍
| 武器名稱      | 原產地 | 備註   |
| ------------- | ------ | ------ |
| 伯奈利M3T     | 義大利 | -      |
| 伯奈利M4      | 義大利 | -      |
| 弗蘭基SPAS-12 | 義大利 | 已退役 |
| 雷明登870     | 美国   | -      |

#### 手槍
| 武器名稱       | 原產地 | 備註 |
| -------------- | ------ | ---- |
| SIG Sauer P226 | 德国   | -    |
| SIG Sauer P228 | 德国   | -    |
| HK USP9        | 德国   | -    |

#### 反裝甲武器
| 武器名稱                | 原產地 | 備註                      |
| ----------------------- | ------ | ------------------------- |
| AT4                     | 瑞典   | 用完即棄；包括衍生型AT4CS |
| 卡爾·古斯塔夫無後座力炮 | 瑞典   | -                         |
| FGM-148標槍飛彈         | 美国   | 自主導引；用完即棄        |

### 迫擊炮
- M1迫擊炮

### 個人裝備
- 作戰服
  -  愛爾蘭國防軍迷彩服
  -  多地形迷彩作戰服
  - 全黑工作服
- 戰術頭盔
  -  MICH-2000
  -  Ops-Core FAST Maritime
  -  Ops-Core FAST XP High Cut
- 攜板背心
- 抗噪耳機
  -  3M Peltor Comtac XPI
- 夜視儀
  -  AN/PVS-31
- 無線電
- 防毒面具
- 防彈盾
- 破門鎚
- 各種手榴彈